# Ernst Sachse
Ernst Sachse (25. leden 1813 Altenburg – 5. říjen 1870 Výmar) byl německý trumpetista a skladatel. O skladatelově životě je známo jen málo. Jeho nejznámější skladbou je Concertino B dur pro tenorový pozoun a orchestr a jeho úprava pro bastrombon v F dur. Kromě orchestrálních děl psal také komorní hudbu a etudy.

## Concertino B dur pro tenorový pozoun
Jedná se o skladbu pro tenorový pozoun s doprovodem orchestru ve stylu romantismu. Složena je ze tří částí – Allegro maestoso, Adagio (které je v Es dur) a Allegro moderato (téma s dvěma variacemi). Poprvé byla vydána v roce 1884 v Berlíně.